# Daptrius megalopterus
El caracara andino (Daptrius megalopterus) es una especie de ave falconiforme de la familia Falconidae que habita a lo largo de la región Andina de la puna. No se conocen subespecies. Entre otros nombres vernáculos se conoce a esta especie como matamico andino, matamico cordillero, corequenque, carancho andino, caracara montañero, carancho cordillerano y alkamari. Nombres en el Perú: aqchi o acchi, chinalinda, también huarahuá.

## Filogenia y Sistemática
El caracara andino, también conocido como carancho andino, está estrechamente relacionado con las otras aves del género Phalcoboenus , grupo que se separó del resto de los caracaras hace unos 1,9 millones de años.
El caracara de garganta blanca (Phalcoboenus albogularis) es el pariente más cercano del carancho andino y ha habido registros de eventos de hibridación entre las dos especies. Se diferencian principalmente por el color de su plumaje y por su preferencia de hábitat.
Se teoriza que los taxones de Phalcoboenus divergieron dentro de sí mismos hace aproximadamente 0,6 millones de años cuando hubo una gran cantidad de actividad glacial en el área.

## Descripción
El adulto tiene una cabeza negra con plumas de la corona algo crespas y el cuello y dorso negros. Las supracaudales son blancas, así como el abdomen y subcaudales. El pecho y flancos son negros.
Las alas cuentan con primarias negras y secundarias de un tono chocolate, ambas punteadas de blanco. Las cobertoras externas son negras y las internas, blancas. La cola es negra con base y punta blanca.
Lorums desnudos amarillentos. El pico tiene una base rojiza y punta córnea. Las patas son de color amarillo anaranjado. En el caso del inmaduro, el plumaje es de tonos cafés manchado de blanco. Tiene patas claras, pico negro, cera café claro. Tiene entre 47 a 55 cm de largo. Los machos pesan unos 800 gramos
En esta especie es de color negro con la rabadilla, ápice caudal y de remeras internas, tapadas y resto ventral blancos. Cara anaranjada rodeando el ojo. No hay dimorfismo sexual, aunque las hembras sean ligeramente de mayor tamaño, algunos autores estiman un 5 %.

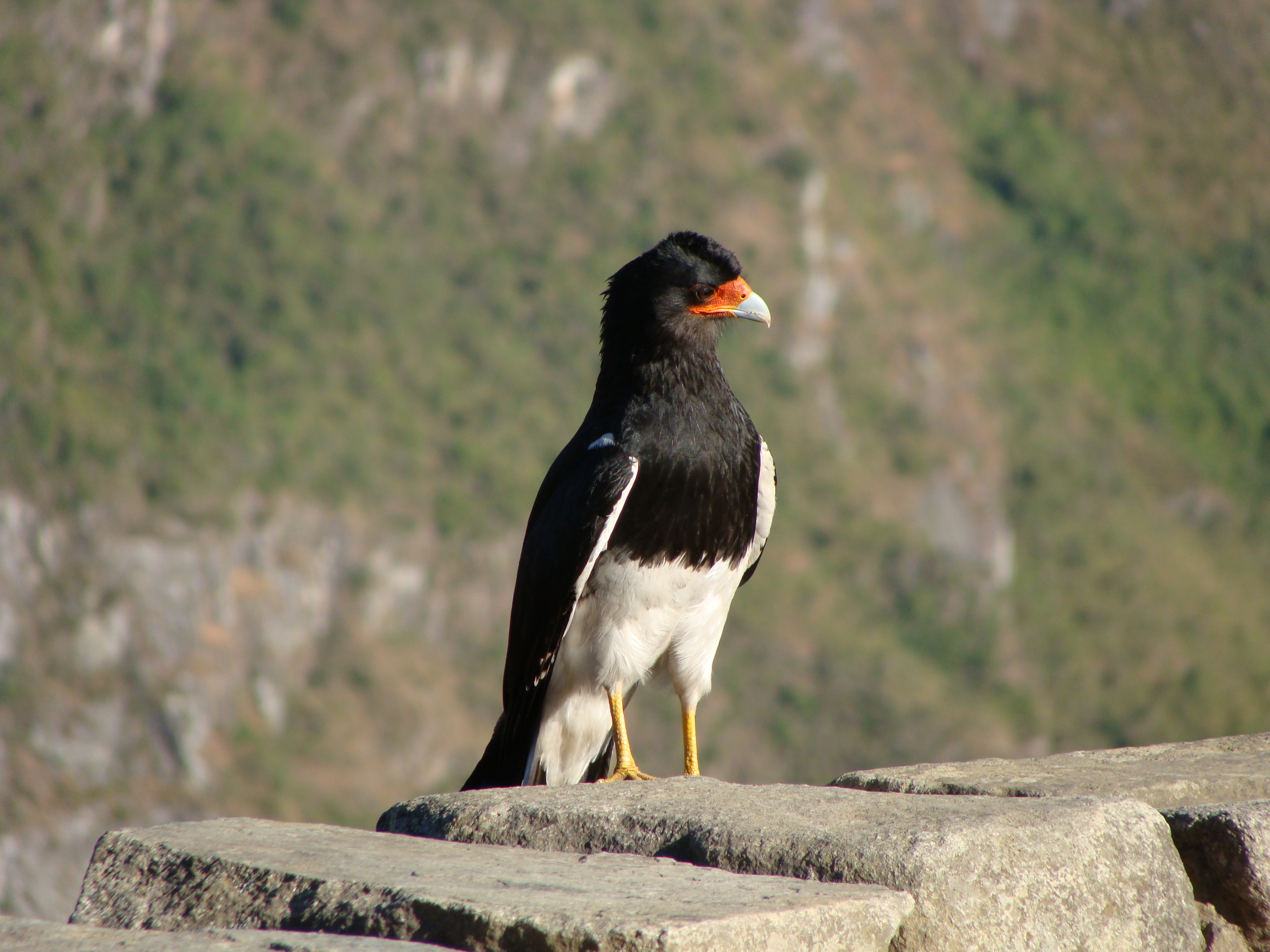
Caracara cordillerano en Machu Picchu

## Distribución y hábitat
Se encuentra en la región andina de Chile, Argentina, Perú y Bolivia. Existen algunos registros al sur de Ecuador. En Chile se distribuye desde Arica hasta Colchagua. En Argentina es una especie típica de los Andes del norte (Cuyo y Puna).
Su distribución es alopátrica respecto a la del caracara araucano (Phalcoboenus albogularis) que habita la misma región, pero cuya distribución es al sur de la cordillera de los Andes.
Normalmente habita en el altiplano andino (entre los 2900 y los 5000 m s. n. m.), donde la vegetación no es muy alta y los árboles no son frecuentes, y donde los acantilados son muy profundos, aunque también puede ser visto en cerros costeros e, incluso, en las costas del Pacífico.

## Ecología y comportamiento
Suele caminar en el suelo. Es desconfiado y un excelente planeador, capaz de plegar sus alas con fuertes vientos. Comúnmente vuela bajo. Tiende a buscar comida entre rocas o mallines, a veces escarbando el piso, y cuando encuentra una gran fuente de alimento, forma bandadas. Al buscar comida en grupo, un adulto que encuentre una piedra que valga la pena darle la vuelta gritará para atraer al resto de su grupo cercano. También se ha grabado una llamada de vuelo.
Todavía se desconoce porqué algunos caracaras de las montañas utilizan un método de búsqueda de alimento en grupo para cazar. Aunque el grupo de caza pueda volcar rocas más grandes y cubrir más terreno, la presa capturada generalmente no se comparte entre los cazadores y, por lo general, los más jóvenes del grupo reciben poco o ningún beneficio. El caracara que decide sobre la roca más probable que se mueva suele ser el pájaro que agarra y se come a la presa, aunque si hay suficiente comida disponible, todos los miembros podrían recibir una comida en algún momento durante su forraje.

### Alimentación
La alimentación consiste de carroña y pequeños animales como mamíferos, aves o artrópodos. También captura insectos y lombrices escarbando la tierra. Es un ave muy oportunista que comúnmente se ve caminando en el suelo. Se alimenta tanto de carroña como de prácticamente cualquier animal pequeño que pueda atrapar.
Los que viven en las llanuras altas del noroeste de Argentina parecen depender más de los cadáveres de animales como fuente de alimento, mientras que algunos estudiados en los Andes del centro sur de Chile dejaron gránulos que estaban compuestos principalmente por restos de insectos (hasta un 94 %).
Estas aves rascan y golpean la tierra para asustar a los insectos del suelo y voltean rocas para encontrar más artrópodos e incluso roedores. Se ha observado un comportamiento de búsqueda de alimento en grupo y varias aves pueden volcar rocas que serían imposibles de mover para una sola ave. Estos grupos suelen estar formados por una pareja de adultos y un juvenil que combinan sus esfuerzos en busca de alimento.
Los pájaros pequeños, como el Tit-spinetail de manto llano, también son presa de ellos. Así mismo, se han registrado ejemplares que siguen vehículos humanos que periódicamente arrojaban restos de comida. Siendo alimentadores oportunistas, se han adaptado bien a vivir cerca de los humanos y están más concentrados cerca de las ciudades, donde es más probable que puedan darse un festín con carroña y basura.

### Reproducción
Las especies de caracaras son únicas entre la familia Falconidae porque construyen sus propios nidos de palos, aunque estos pueden variar desde un mínimo de materiales hasta una cantidad bastante sustancial; algunos nidos consisten simplemente en un borde de acantilado vacío, mientras que otros son enormes tejidos de ramas. Nidifica en lugares variados como acantilados inaccesibles o el piso.
La temporada de reproducción es de octubre a diciembre y el nido suele contener dos huevos, muy raramente tres, que eclosionan en diciembre. Los polluelos han huido y son independientes en marzo, aunque pueden quedarse con sus padres durante meses.
Pone 2 o 3 huevos por nidada. La temporada de anidación comienza de octubre a diciembre. Los jóvenes se valen por sí solos en marzo. Anida en los riscos y en las ramas de los árboles.

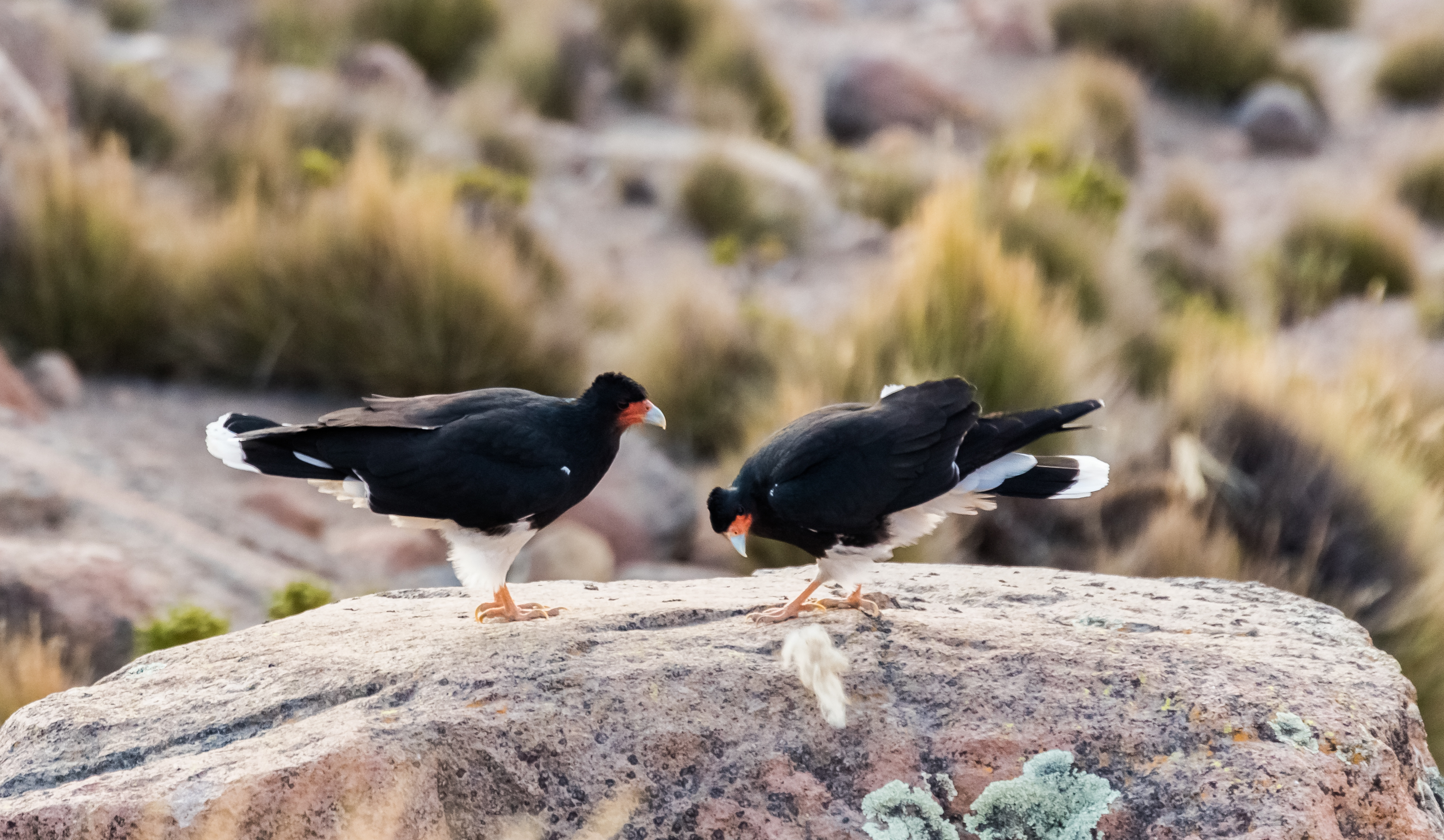
Ejemplares en el cañón del Colca, Perú.

## Relaciones con el folclor histórico humano
Sus plumas de color blanco y negro eran usadas por ciertas indumentarias del Inca sujetas al llauto. Sirvió como insignia para los jerarcas del Imperio Incaico y en concreto para la mascaypacha o corona del emperador Inca.
Se relaciona con Wiracocha, dios-sol de la cultura inca, ya que fue su compañero alado con el nombre de Inti. Era un mago conocedor del presente y el futuro.

## Estado de conservación
Es considerada desde común, tal vez abundante, hasta raro. Esta ave es sedentaria, es posible que se desplace después de la temporada de anidación.
No se considerada en ninguna categoría de peligro de conservación, considerado como una especie en la categoría de Preocupación menor según la Unión Internacional para la Conservación de la Naturaleza (UICN).